# Francisca Lourdes Márquez Pérez
Francisca Lourdes Márquez Pérez (Badajoz, 7 de febrero de 1959 - 3 de octubre de 2023) fue una neumóloga española. 

## Trayectoria
Se licenció en medicina y cirugía general en 1982 en la Universidad de Extremadura  y obtuvo su doctorado por la Universidad Complutense de Madrid en 1995 (premio extraordinario de doctorado). Obtuvo especialidad en neumología realizando su estancia como Médico Interno Residente en el Hospital 12 de Octubre de Madrid entre 1983 y 1987. Tras su paso por los hospitales como especialista en el Hospital Severo Ochoa de Leganés y Hospital Universitario de Móstoles, llegó al Hospital Universitario de Badajoz en 1993, donde fue Jefe de Servicio de Neumología desde 2016.
Ejerció como profesora titular en la Facultad de Medicina de la Universidad de Extremadura desde 2016 a 2023.
Especialista en tabaquismo (con master por la Universidad de Cantabria), publicó numerosos artículos sobre la materia en diversas revistas y fue miembro del Comité Nacional de Prevención del Tabaquismo (CNPT), así como de la Sociedad Española de Especialistas en Tabaquismo (SEDET).
Igualmente, desempeñó cargos en NEUMOSUR (Sociedad de Especialistas en Neumología de Andalucía y Extremadura) así como en SEPAR (Sociedad Española del Aparato Respiratorio) donde elaboró el «Manual de Desarrollo Profesional Continuo» (DPC) en 2016 en colaboración con la OMC. Coordinó el Comité de Pregrado de SEPAR.
Fue la presidenta de la Academia de Medicina de Extremadura desde abril de 2023.